# 關於你的想法
《關於你的想法》（英語：The Idea of You）是一部2024年美國浪漫喜剧电影，由迈克尔·肖沃尔特执导，安妮·海瑟薇和尼古拉斯·加利齐纳主演。电影改编自罗宾·李的同名小说，主要讲述一名40多岁的单亲妈妈与年轻男歌手的爱情故事。
電影在2024年3月16日於西南偏南首映，2024年5月2日全球發行，電影獲得正面為主的評價，安妮·海瑟薇的演出表現獲得普遍好評，但是原作者罗宾·李則對結局與原作相悖提出異議。

## 故事概要
Solène Marchand是個居住在洛杉磯的藝術畫廊經營者，她與前夫Daniel離婚，女兒Izzy則交給Daniel照顧。40歲生日將近，Solène計劃一次獨自露營旅行，而她的前夫丹尼爾則帶着他們十幾歲的女兒伊西和她的朋友去科切拉。當丹尼爾被叫去工作時，索琳不情願地同意陪他們去。在當地，Daniel已經安排了「August Moon」的見面會，Solène無意間進入了她認爲是洗手間的地方，卻驚覺這是「August Moon」成員Hayes Campbell的拖車。Solène和Hayes開始調情，但隨著她發現自己比Hayes年長16歲，她對他們的吸引力感到不安，至於Hayes則趁著樂團演出期間改變了節目的節目單，爲她獻上了一首歌。
Solène正式出席她的生日派對，但在活動期間發現自己對與她年齡相仿的未來男性不再抱持幻想，活動落幕後沒多久，Hayes在未經告知的狀態現身在Solène的藝術畫廊，而且表現出願意買下藝術品的積極意願，Solène在Hayes買下所有藝術品後帶他前往一個朋友的倉庫工作室，在那裡他們討論了生活和藝術。
Solène和Hayes相約在Solène家享用午飯，她透露了她對前夫婚外情的不安全感，Hayes透露了他希望作爲一名音樂家被認真對待的願望。他們接吻了，但Solène拒絶了他。Hayes先是留下了他的手表，接著在畫廊的發票上找到了Solène的電話號碼，給她發了條短信，讓她來紐約和他見面。Solène趁著女兒Izzy待在夏令營飛到紐約，在Hayes下榻的酒店與他見面，Solène和Hayes在酒店發生了性關係，事後海耶斯説服Solène和他一起去「August Moon」的歐洲之旅，Solène則希望他們兩者對這段關係保密，絕不告訴其他人。然而當「August Moon」在法國南部度假時，Solène對自己的年齡與同行的其他女性之間的關繫感到不安。此時「August Moon」樂隊的其他成員告訴她，Hayes爲她奉獻一首歌是他們用來打動女性的一種策略，而且Hayes以前曾追求與年長女性的關係。聽見這般訊息的Solène認為自己對Hayes僅是一廂情願的誤解，對這段關係感到失望，突然選擇返回洛杉磯。當Daniel聽説了Solène和Hayes的戀情，向她詢問此事，但被Solène否認帶過。
事情發展出乎眾人的意料之外：不久之後，狗仔隊拍攝的戀情照片開始出現在網路上，導緻Solène吸引了大量不必要的關注。當她去營地接Izzy時，Izzy對自己被騙感到憤怒，但原諒了她的母親。Solène前往Hayes工作的錄音棚，兩者戀情復燃，開始公開約會。她和她的家人刪除了他們的社交媒體賬戶。面對Solène和Hayes再度相戀一事，Daniel終於決定直接詢問Solène這段戀情對女兒Izzy的影響，得出Izzy為此在學校遭遇困難的消息。隨著Hayes從紐約旅行歸來，Solène再次結束了這段關繫，但Hayes回到了她的房子，提議他們在五年後Izzy完成學業後複合。Hayes還在臨走前再度將自己的手表交給Solène。
時隔五年後，Solène看到Hayes在格拉漢姆·諾頓的節目中表演，Hayes在對話中提及準備前往洛杉磯的計劃。故事尾聲，Hayes回到Solène的畫廊，與Solène含淚重逢。原作小說版結局中，Solène與Hayes正式分手後未再復合。

## 演员
- 安妮·海瑟薇 饰演 Solène Marchand，单亲妈妈
- 尼古拉斯·加利齐纳 饰演 Hayes Campbell，乐队歌手
- 艾拉·鲁宾（英语：Ella Rubin） 饰演 Izzy，Sophie的女儿
- 里德·斯科特 饰演 Dan

## 制作
2018年12月，Welle娱乐宣布将改编罗宾·李小说《關於你的想法》（The Idea Of You），由凯茜·舒尔曼和加布里埃尔·尤尼恩担任制片人。尤尼恩将这本书列为她2018年最喜欢的十本书之一。尤尼恩和李自2000年代初以来一直是朋友。2021年6月，据透露，詹妮弗·韦斯特费尔夫特改编了这部小说，而安妮·海瑟薇将担任主演。
2022年8月，迈克尔·肖沃尔特被确认为此片导演。2022年9月，尼古拉斯·加利齐纳加入演员阵容，他将饰演“地球上最热门的男孩乐队”的主唱。2022年10月，艾拉·鲁宾被曝将饰演海瑟薇的女儿，主要拍摄工作已经开始。在宣布这一消息后不久，安妮·穆莫罗、里德·斯科特、佩里·马特菲尔德和乔丹·亚伦·霍尔（Jordan Aaron Hall）以及乐队的其他成员杰登·安东尼 （Jaiden Anthony）、雷蒙德·查姆（Raymond Cham）、维克·怀特（Vik White）和达科塔·亚当（Dakota Adam）也加入了演员阵容。
拍摄于2022年10月在佐治亚州亚特兰大及周边地区进行，媒体报道称加利齐纳和海瑟薇在佐治亚州萨凡纳的片场一起拍摄。